# Margrete Heiberg Bose
Margrete Elisabet Heiberg de Bose (conocida en Argentina como Margarita Bose) (Sorø, 1865–San Justo, 1952) fue una física argentina, de origen danés, posiblemente haya sido la primera física en trabajar en Latinoamérica y una de las primeras en América.

## Biografía
Era oriunda de Sorø, Dinamarca. Era la tercera hija de una distinguida familia danesa de doctores y pastores. Concluyó su educación primaria y viajó a Copenhague a los 15 años para realizar sus estudios secundarios, etapa que estaba vedada a las mujeres.  Estudió filosofía, matemática, y química, graduándose en 1901. Fue la primera mujer en obtener un Magistra Scientiarum i Kemi (equivalente al doctorado alemán) por la Universidad de Copenhague, defendiendo la tesis en Química “Exposición sobre la importancia de la investigación de los derivados del cianógeno en el desarrollo de la química orgánica”. Allí, durante los años universitarios 1901, 1902 y 1903 fue profesora adjunta del Instituto de Química de la Universidad de Copenhague.
Continuó sus estudios con Walther Nernst en Gotinga, Alemania. Allí conocerá al colega Emil Hermann Bose, un alemán con el que se casa. Se mudarán a Gdansk donde él fue profesor y editor de la revista Physikalische Zeitschrift, mientras ella participaba en la redacción de la misma.
A principios de la década de 1900, hubo en la Argentina una iniciativa para crear un nivel superior universitario nacional, con un instituto de física como piedra angular, en la nueva ciudad capital provincial de La Plata, provincia de Buenos Aires. A Emile Bose le fue ofrecido la dirección del novísimo Departamento e Instituto de Ingeniería Eléctrica de la Universidad Nacional de La Plata, finalmente lo sedujo el hecho de tener pocas horas destinadas a la docencia y la posibilidad de dedicar el resto del tiempo a la investigación. Así, aceptó y arribó con Margrete en 1909, también contratada con el mismo fin. También les cupo el honor de reorganizar la Escuela Superior de Ciencias Físicas de la Universidad Nacional, fundada pocos años antes en dicha ciudad. Juntos, enseñan en los primeros cursos de física experimental del país. En 1910 hubo una gran reunión científica en Buenos Aires: el "Congreso Científico Internacional Americano" como parte de las celebraciones del Centenario, con alrededor de 1.000 participantes, en donde Margrete fue la única mujer participante.

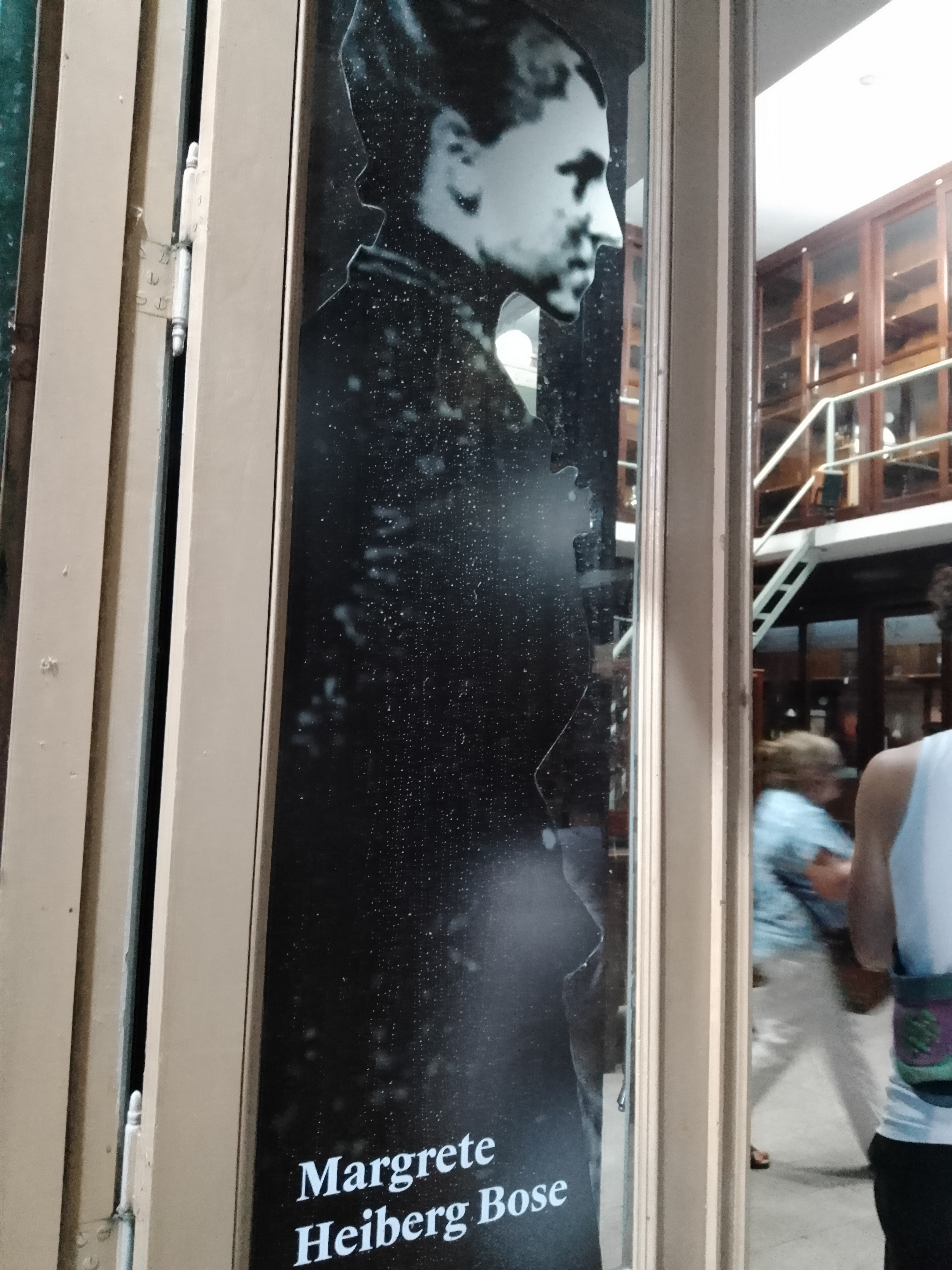
Fotografía de M. Heiberg Bose en el Museo de Física de la Universidad Nacional de La Plata.

Poco después de que el Instituto fuese inaugurado oficialmente, Emil murió inesperadamente de fiebre tifoidea en 1911. Aunque Margarita era una física de altísimo nivel en la institución, las autoridades decidieron no nombrarla directora, considerando una posición inadecuada para una mujer. No obstante, fue ella quien organizó el Laboratorio del Instituto de Física de La Plata. En 1912 regresó a Alemania para trabajar en el laboratorio de Nernst en una estancia corta y luego otra vez en 1915, donde tuvo que quedarse hasta 1919 debido a la Primera Guerra Mundial.
También en 1912 fue nombrada Jefa de Laboratorio y Trabajos Prácticos en la Sección Pedagógica de la Universidad (actualmente, Facultad de Humanidades y Ciencias de la Educación). En 1914 fue designada como Jefa de Laboratorio en el Colegio Secundario de Señoritas (actualmente el Liceo Víctor Mercante).
Aunque tenía permiso de la Universidad de La Plata como docente, su posición fue cancelada debido a problemas financieros. A fines de 1919 es designada profesora auxiliar de trabajos prácticos de física. Durante 1920 y 1921 se desempeña como bibliotecaria del Observatorio Astronómico. En 1921 es designada Profesora Suplente y por fin recién en 1922 se la designa Profesora Extraordinaria de trabajos Prácticos de física, tercer curso, posición en concordancia con sus diplomas y antecedentes científicos. 
A fines de la década de 1920 realizó investigaciones sobre el efecto Raman en benzol y en los alcoholes metílico y amílico, así como también sobre los potenciales de exitación del átomo de argón.También publicó con Loyarte un trabajo sobre las propiedades ópticas de la yerba mate que puede considerarse antecesor de los estudios sobre control de calidad.Siguiendo una línea aplicada y como producto de una conferencia dictada en la Sociedad de Historia Argentina, en 1935 publicó un trabajo sobre la luz ultravioleta y su aplicación en la investigación histórica y jurídica.
Por sus ideas feministas y su posicionamiento a favor de los derechos de las mujeres, dictó conferencias en el Centro Feminista Danés y en la Iglesia danesa, que luego se convirtieron en publicaciones. 
Continuó sus investigaciones y fue mentora de muchísimos estudiantes. Margarita ejerció ese cargo hasta su jubilación el 31 de julio de 1941.
En 1937, se nacionalizó ciudadana argentina, y se jubiló en 1941, a los 76 años.

## Algunas publicaciones
- margarita heiberg de Bose. 1939. Antecedentes, trabajos y títulos. Editor Olivieri y Domínguez

- ------------------------------. 1935. La luz ultravioleta filtrada y su aplicación en las investigaciones jurídicas e históricas. Editor Olivieri y Domínguez, 12 pp.

## Honores
En un recordatorio del centenario de su nacimiento consta que: “hasta 1941 fue profesora de Física de la Facultad de Ingeniería. Innumerables alumnos se formaron con ella durante este extenso período. Tiene publicados numerosos trabajos. La doctora Margarita H. de Bose donó al morir su valiosa biblioteca científica al Instituto de Física, a la Facultad de Ingeniería y a la Biblioteca Central de la Universidad de La Plata”. En 1937 había adoptado la ciudadanía argentina. 